# エドガー・エイドリアン
初代エイドリアン男爵エドガー・ダグラス・エイドリアン（英: Edgar Douglas Adrian, 1st Baron Adrian、1889年11月30日 - 1977年8月4日）は、イギリスの生物学者・電気生理学者。メリット勲章勲爵士（OM）、王立協会フェロー（FRS）。神経細胞の機能に関する発見により、チャールズ・シェリントンとともに1932年のノーベル生理学・医学賞を受賞した。

## 伝記

### 初期の人生
エイドリアンは、イギリス政府の法律顧問だったアルフレッド・エイドリアンの息子としてロンドンで生まれ、ウェストミンスター・スクール、ケンブリッジ大学トリニティ・カレッジで自然科学を学んだ。その後、人生の大半をケンブリッジで過ごした。
1915年に医学課程を修了し、第一次世界大戦中はロンドンのセント・バーソロミュー病院に勤め、戦争神経症などの精神病を患った兵士の手当てに当たった。エイドリアンは1919年にケンブリッジに戻り、1925年から、人間の感覚器官における神経インパルスの研究を始めた。
彼は1923年6月14日に精神医療従事者のヘスター・アグネス・ピンセントと結婚し、娘と男女の双子に恵まれた。長女のアン・ピンセント・エイドリアンは後に生理学者のリチャード・ケインズと結婚した。長男のリチャード・ヒューム・エイドリアンは生理学者で、父親の男爵位を継いだ。次女のジャネットエイドリアンは後にキャンベルと結婚した。

### 研究
先行するキース・ルーカスの研究を引き継ぐ形で、彼は神経信号を拡大するために毛細管電位計とブラウン管を用い、身体的な刺激によって神経線維の電気的な信号が弱まることを記録するのに成功した。1928年に偶然、エイドリアンは細胞内にも電荷が存在していることを証明した。彼は次のように語っている。
| 「 | 私は網膜上の実験をするためにヒキガエルの視神経に電極を取り付けた。実験室は暗く、私はアンプにつながれたスピーカーから繰り返し聞こえる雑音に悩まされていた。雑音は、インパルスの発生が続いていることを示すものだったのである。実験室での自分の行動と雑音を比較してみて初めて、私がヒキガエルの視野に入っており、雑音は「私がどう動いたか」を伝える信号だったと気づいた。 | 」 |

1928年に出版された論文では次のように述べられた。一定の刺激下におかれた皮膚細胞の興奮は初めは強いものの時間とともに低下する。一方刺激点からの神経インパルスの強度は強いままであるが、何度も経験すると頻度が低下し、大脳が感覚としての認識を減らす。
この結果を神経への刺激による痛みの研究に適用し、彼は大脳での神経信号の受信と、大脳皮質において感覚を司る動物ごとの領域を明らかにした。この研究は体性感覚におけるホムンクルスと呼ばれる感覚地図の概念に繋がった。
その後エイドリアンは、ハンス・ベルガーが存在を報告した脳波の研究を進め、人間の脳の電気活性として脳波を定義する現在の概念を確立した。異常バーガー・リズム（ベルガー・リズム）に関する彼の研究が、てんかんや他の大脳病理学に関する一連の研究を大いに推し進めた。彼は最後に嗅覚に関する研究を行った。
彼は研究の過程において様々な賞や地位を得た。1923年に王立協会フェロー選出、、1937年から51年まではケンブリッジ大学の生理学の教授、、1950年から55年には王立協会の会長、1951年から65年にはケンブリッジ大学トリニティ・カレッジの学長、1967年から71年にはケンブリッジ大学の総長を務めた。1942年にメリット勲章を受章し、1955年には「カウンティ・オヴ・ケンブリッジにおけるケンブリッジのエイドリアン男爵」に叙位された。

## 受賞歴
- 1931年 クルーニアン・メダル
- 1932年 ノーベル生理学・医学賞
- 1934年 ロイヤル・メダル[1]
- 1946年 コプリ・メダル[1]
- 1953年 アルバート・メダル
- 1961年 カール・スペンサー・ラシュレー賞